# Ярмоленко, Августа Викторовна
Августа Викторовна Ярмоленко (1900—1972) — советская учёная-психолог и педагог, доктор психологических наук (1955).
Автор более 100 научных работ, специалист в области исследования слепоглухонемоты.

## Биография
Родилась 10 октября 1900 года.
Окончив дошкольный факультет Высшего педагогического института в Екатеринославе (ныне Днепровский национальный университет имени Олеся Гончара), продолжила своё образование на психологическом факультете Петроградского психоневрологического института (ныне Санкт-Петербургский научно-исследовательский психоневрологический институт), который окончила в 1924 году.
По окончании вуза работала в Государственном рефлексологическом институте по изучению мозга, в лаборатории рефлексологии детства под руководством профессора Веры Николаевны Осиповой. После окончания аспирантуры, в 1932 году, Августа Ярмоленко возглавила лабораторию экспериментальной психологии в Ленинградском институте охраны здоровья детей и подростков. Став кандидатом наук, начала заниматься исследованиями детской слепоглухоты, изучая особенности осязания, вкуса, кинестетические ощущения у слепоглухих детей.
Великая Отечественная война прервала научные исследования Ярмоленко, которая осталась в блокадном Ленинграде. Она окончила курсы медсестёр при Дорожном комитете Красного Креста Октябрьской железной дороги и с ноября 1941 года работала сестрой в эвакогоспитале. К занятиям наукой приступила в конце 1943 года. По 1948 год работала в отделении психологии Института мозга, одновременно читая курс по общей психологии в вузах Ленинграда.
С 1948 года Августа Викторовна преподавала на кафедре общей психологии Ленинградского государственного университета, где читала курсы общей, педагогической и юридической психологии, основ дефектологии. В 1960-х годах занималась проблемами логоневрозов и нарушениями речи при многоязычии, также исследовала способность к многоязычию, динамику его развития.
Под руководством А. В. Ярмоленко были успешно зачищены докторские и кандидатские диссертации, в числе её учеников были ведущий специалист
по логопсихологии профессор В. М. Шкловский, специалист по юридической психологии профессор В. Л. Васильев и многие другие.
Умерла в 1972 году (по другим данным в 1976 году).
Была удостоена премии имени К. Д. Ушинского Академии педагогических наук РСФСР (в составе авторского коллектива за монографию «Осязание в процессе труда и познания»), награждена медалями, в числе которых «За оборону Ленинграда» и «За победу над Германией в Великой Отечественной войне 1941—1945 гг.».